# Ашшур-надін-аххе I
Ашшур-надін-аххе I — правитель стародавнього міста Ашшура у другій половині XV століття до н. е.
Був сучасником єгипетського фараона Тутмоса III.